# Ractopamin
Ractopamin ist ein Tierfuttermittelzusatzstoff, der besonders zur Mästung von Schweinen eingesetzt wird. Es wird meist in Form des Hydrochlorids verabreicht. Es gehört zu den β-Agonisten und wurde von Elanco Animal Health, einer Abteilung von Eli Lilly and Company, entwickelt. Der Einsatz ist in der Europäischen Union und in den meisten Ländern, darunter Russland und die Volksrepublik China, verboten. In Japan und den Vereinigten Staaten ist es weiterhin zugelassen.
Als Futtermittelzusatz enthält Ractopamin alle vier Stereoisomere.

## Probleme bei der Anwendung
Die US-amerikanische Food and Drug Administration (FDA) ließ im Dezember 1999 die Verwendung von Ractopamin für die Schweinemast zu. Die Gabe von Ractopamin sollte die Futtereffizienz von Schweinen steigern, die empfohlene Dosis lag zwischen 5 und 20 mg/kg. Schon kurz nach der Einführung zeigten viele der mit Ractopamin gemästeten Schweine das sogenannte „Downer Pig“-Syndrom. Die Schweine waren nicht in der Lage zu laufen oder waren offensichtlich zu ermüdet, sich zu bewegen. Nachdem der Hersteller Elanco Animal Health diese Probleme an die FDA gemeldet hatte, wurde ein entsprechender Warnhinweis auf der Verpackung über das erhöhte Risiko angebracht. Etwa 250.000 Fälle dieses Syndroms wurden der FDA gemeldet.